# 전계군벌
전계군벌(滇系軍閥)은 중화민국(中華民國) 초기 남방군벌의 하나이다. 대표인물로는 당계요(탕지야오)(唐繼堯)와 용운(룽윈)(龍雲)이 있다. 세력 범위는 운남성(雲南省), 귀주성(貴州省) 일부, 사천성(四川省) 일부 지역에 해당한다.

## 개요
전계는 중국 서남 지역 군벌 중 하나이다. 당계요를 수장으로 하는 전군(滇軍) 세력은 운남성괴 귀주성을 점유하였다. 전군은 청말(淸末) 신군(新軍) 육군제19진(陸軍第十九鎮)에서 시작하였으며, 신해혁명(辛亥革命) 후에는 공화제 보호 세력으로 전환하였다. 군권은 채악(차이어)(蔡鍔)와 당계요 등이 장악하였다. 1913년 10월 채악은 원세개(위안스카이)(袁世凱)에 의해 북경(北京)으로 전직되었고, 당계요는 운남도독겸민정장(雲南都督兼民政長)에 임명되었으며, 점차 전군(滇軍) 실권과 운남 전성 통치권을 장악해 갔다. 호국전쟁(護國戰爭) 후기에 당계요는 대량으로 군대를 확충하여 운남 통치 및 귀주 통제 이외에도 전군을 사천(四川)에 파견하여 기반을 마련하고 재화를 약탈하였다. 1917년 4월에서 8월까지 천군(川軍) 유존후(리우춘허우)(劉存厚) 부대와 성도(成都), 자양(資陽), 내강(內江) 등지에서 여러 차례 쟁탈전을 벌였다.
1917년 7월, 단기서(돤치루이)(段祺瑞)가 다시 중화민국국무총리(中華民國國務總理)에 임명되었지만, 국회와 중화민국임시약법(中華民國臨時約法)의 복구를 거절하였다. 손문(쑨원)(孫文)은 임시약법을 지키자는 호법운동(護法運動)을 전개하였고 당계요는 호법이라는 명분을 이용하여 확장을 시도, 전군(滇軍)을 정국군(靖國軍)으로 개조하고 스스로 총사령(總司令)에 올랐다. 12월에는 검군(黔軍) 원조명(위안주밍)(袁祖銘) 부대와 천군(川軍) 웅극무(슝커우)(熊克武) 부대가 연합한 천전정국연군(川滇靖國聯軍)의 총사령에 임명되었다. 다음해 2월 소속 부대가 성도에 진입하고 다시 사천성을 장악하였다. 동시에 섬서(陝西), 호남(湖南), 복건(福建) 등의 군사수령 일부 역시 '정국'이라는 이름으로 서로 호응하였고, 당계요는 천(川, 사천), 전(滇, 운남), 검(黔, 귀주), 악(鄂, 호북), 예(豫, 하남), 섬(陝, 섬서), 상(湘, 호남), 민(閩, 복건) 8개 성의 연합군, 이른바 팔성연군(八省聯軍)의 총사령으로 스스로를 임명하면서, 전계군벌의 명망이 정점에 도달하였다.
1918년, 전계와 구계계(舊桂系)는 직계군벌(直系軍閥)과 결탁하여 호법군(護法軍)의 북벌(北伐) 계획을 파괴하고, 광주(廣州) 호법군정부(護法軍政府)를 개조하였으며 손문에게 압력을 가하여 광동(廣東)을 떠나라고 압박하였다.
1921년 2월, 당계요는 주천전군(駐川滇軍) 제1군(第一軍) 군장(軍長) 고품진(구핀전)(顧品珍)을 배신하였기에 홍콩(香港)으로 유배되었다. 다음해 봄, 당계요는 옛 부대와 운남 토비(土匪)를 포섭하려 고품진을 기습하여 살해하였고, 곤명(昆明)으로 돌아와 군권과 정권을 장악하였다. 고품진의 전군(滇軍) 대부분은 장개유(장카이루)(張開儒) 지휘 하에 귀주를 경유하여 광서(廣西)로 들어갔고, 후에 양희민(양시민)(楊希閔)이 거느렸으며, 광동에 들어가 진형명(천즁밍)(陳炯明)을 몰아내는 것에 참가하였다. 그러나 이들은 근거지를 마련하고 징세 수익을 중간에 가로챘으며 인민을 착취하였다. 결국 당계요 등 군벌과 결탁하고 광주 혁명정권 탈취를 기도하였다. 1925년 6월, 반란을 일으켰으나 광동의 국민혁명군(國民革命軍) 부대에게 소탕되었다.
운남으로 돌아온 이후 당계요는 '민치(民治)'를 표방하고 민치당(民治黨)을 조직하였다. 또한 귀주로 파병하고 군사적 통제와 경제적 약탈을 하였으며 기타 성으로의 확장을 도모하였다. 1925년 3월, 손문이 사망하자. 당계요는 이전에 거절한 부원수(副元帥) 직을 접수하는 것을 선포하였다. 이는 이를 빌미로 북벌대원수(北伐大元帥)에 임명되어 출병하고 광동혁명정부(廣東革命政府)를 뒤집어 엎고 양광(兩廣) 일대를 장악하여 기반으로 삼고자 하는 의도였던 것이다. 그러나 새로 등장한 신계계(新桂系) 이종인(리쭝런)(李宗仁) 등에게 격파되면서 실패하였다.
북벌군이 잇달아 승리하면서, 1927년 2월 전군 장령 용운(龍雲)과 호약우(후뤄위)(胡若愚), 노한(루한)(盧漢)이 정변을 일으켰고 당계요는 정권을 내주고 민치당은 해산시켰으며 구전계(舊滇系) 통치를 끝냈다.

## 같이 보기
- 군벌 시대
- 구계계
- 신계계
- 전계군벌
- 직계군벌
- 환계군벌